# 开瓣豹子花
开瓣豹子花（学名：Nomocharis aperta）是百合科豹子花属的植物，又名开瓣百合。分布于中国大陆的云南等地，生长于海拔3,000米的地区，多生长于山坡杂木林内和草坡上，目前尚未由人工引种栽培。

## 外部链接

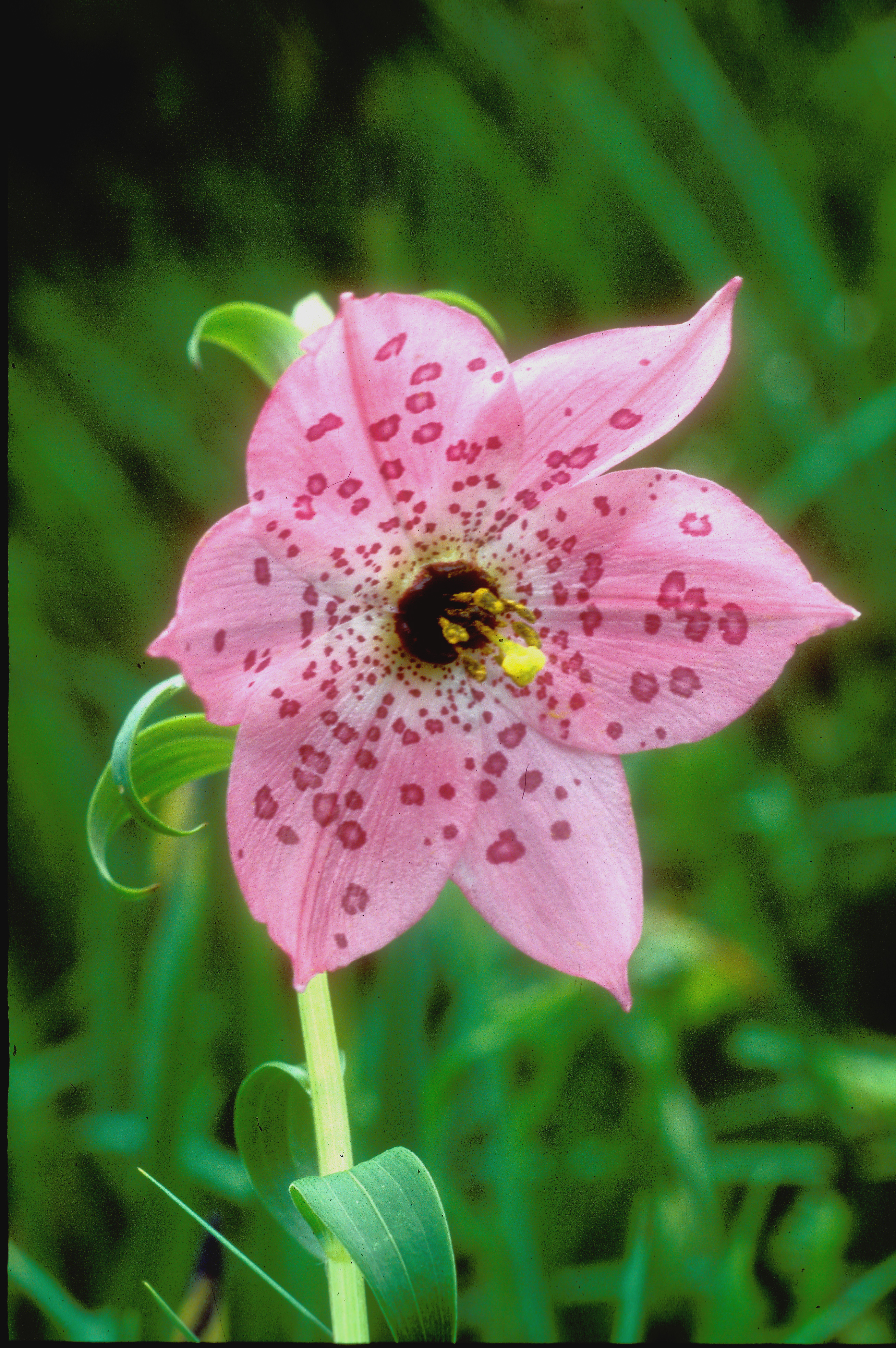

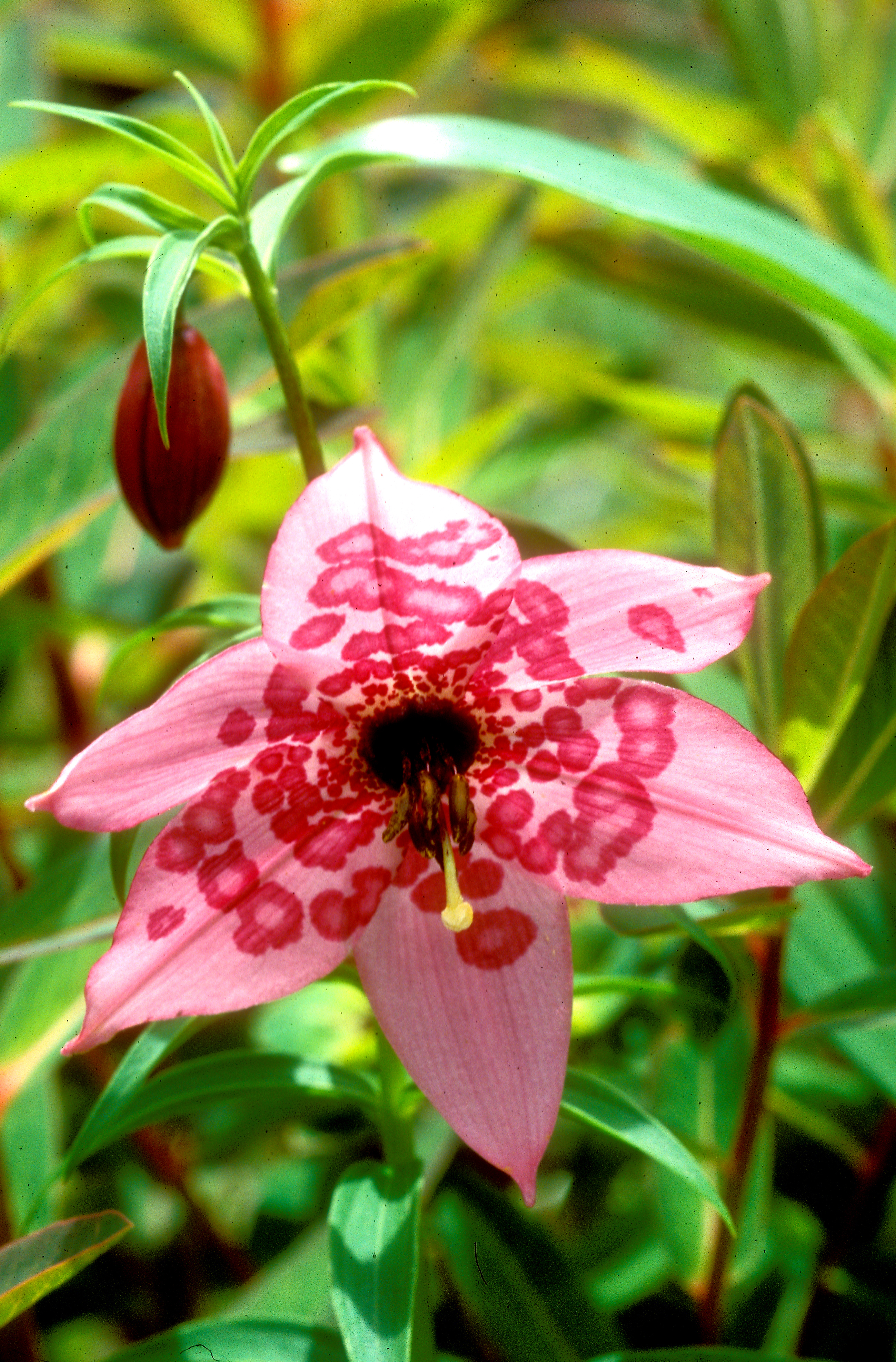